# マグダレナ・ノイナー
マグダレナ・ノイナー（ドイツ語：Magdalena Neuner、1987年2月9日 -）は、ドイツ、バイエルン州ガルミッシュ＝パルテンキルヒェン出身のプロバイアスロン選手。
9歳でバイアスロンを始め、2004年から2006年の間にバイアスロンジュニア世界選手権で合計5個のタイトルを獲得。2006年1月に18歳でバイアスロン・ワールドカップにデビューし、翌2007年シーズンにワールドカップ初勝利、2007年2月のバイアスロン世界選手権で7.5kmスプリント、10kmパシュート、リレーと三つの金メダルを獲得した。
2007-2008シーズンにノイナーは史上最年少21歳でバイアスロン・ワールドカップ総合優勝達成、2008年世界選手権で再び金メダル三つを獲得した。
2008-2009シーズンは病気やスランプで不調だったものの、翌シーズンの2010年バンクーバー冬季オリンピックバイアスロン女子10km追い抜き（パシュート）と女子12.5kmマススタートで金メダル、女子7.5kmスプリントで銀メダルを獲得した。2009-2010シーズンのワールドカップで2度目の総合優勝、個人戦通算19勝は歴代7位である。2007年と2011年にはドイツの年間最優秀スポーツ選手に選ばれた。
ノイナーは2011年12月、2011-2012シーズンを最後に引退することを発表した。